# John Boyd
John H. Boyd (* 22. října 1981 New York) je americký herec. Je známý hlavně ze seriálu Sběratelé kostí, kde hraje od desáté série zvláštního agenta FBI Jamesa Aubreyho. Hrál také v oscarovém filmu Argo (2012).

## Dětství
Narodil se v New Yorku 22. října 1981, jeho otcem je herec Guy Boyd. Má sestru Pauline, která je také herečkou. Je absolventem vysoké školy v Benningtonu.

## Kariéra
Svou hereckou kariéru zahájil v roce 2005. Nejprve se objevoval v krátkých filmech a několika menších rolích ve filmu, zahrál si v jedné z epizod seriálu Právo a pořádek v roce 2005. Objevil se v seriálu ještě v roce 2006, ale jako jiná postava. V roce 2010 byl obsazen do své první hlavní role v televizi seriálu televize Fox 24 hodin, kde ztvárnil Arla Glasse.
Po ukončení seriálu 24 hodin hrál v seriálu Kravaťáci. Plánovalo se, že v roce 2011 ztvární postavu Todda v seriálu televize Fox Iceland. Z jeho výroby ale sešlo. V roce 2012 hrál ve filmu Argo s Benem Affleckem a Bryanem Cranstonem.

## Filmografie

### Filmy
| Rok  | Název                | Role           |
| ---- | -------------------- | -------------- |
| 2005 | Hranice života       | Louis          |
| 2005 | Ta známá Bettie Page | Jack           |
| 2005 | Building Girl        | Colin          |
| 2006 | Follow Me            | Grover         |
| 2006 | Fields of Freedom    | vojín Dooley   |
| 2006 | Žena ve vodě         | jednooký kuřák |
| 2007 | Careless             | Opilý muž      |
| 2009 | Dar                  | Wyatt          |
| 2009 | Mercy                | Erik           |
| 2010 | Jelly                | Floyd Marks    |
| 2012 | Argo                 | Lamont         |

### Seriály
| Rok         | Název              | Role          |
| ----------- | ------------------ | ------------- |
| 2005        | Právo a pořádek    | Zack Burns    |
| 2006        | Právo a pořádek    | Kenny Ellis   |
| 2008        | Hranice nemožného  | Ian Spencer   |
| 2010        | 24                 | Arlo Glass    |
| 2011        | Kravaťáci          | Gragory Boone |
| 2011        | Iceland            | Todd          |
| 2013        | Doteky osudu       | Kase          |
| 2014        | The Carrie Diaries | Elliot        |
| 2014 - 2017 | Sběratelé kostí    | James Aubrey  |